# Lundo (Comano Terme)
Lundo è una frazione del comune di Comano Terme in provincia autonoma di Trento.

## Storia
L'11 luglio 1864 il paese di Lundo fu distrutto da un incendio.
Lundo è stato un comune italiano istituito nel 1920 in seguito all'annessione della Venezia Tridentina al Regno d'Italia. Nel 1928 è stato aggregato al comune di Lomaso. 
Nel 2003 la frazione fu devastata da un incendio che bruciò gruppi di case nella zona centrale del paese e che fortunatamente non ebbe conseguenze mortali. Con il contributo della Provincia autonoma di Trento negli anni successivi si ristrutturarono le case cercando di mantenere il loro antico aspetto rurale.
Nel 2010 Lomaso con Bleggio Inferiore vanno a formare il comune di Comano Terme.

## Monumenti e luoghi d'interesse

### Architetture religiose
- Chiesa di San Marcello

## Nella cultura di massa
Nel 1995 il gruppo Mediaset girò nella frazione di Lundo una fiction dal titolo La voce del cuore con  Gianni Morandi e Mara Venier. Le sequenze mostrano come appariva il paese durante le riprese.